# Национальный писатель Малайзии
Национальный писатель Малайзии (малайск. Sasterawan Negara) — высшее звание, присваиваемое литераторам Малайзии с 1981 года.
Национальная литературная премия присуждается Секретариатом Национальной литературной премии под руководством Министерства образования Малайзии. Победители конкурса первоначально получали денежные призы в сумме 30 000 малайзийских ринггитов. С 2003 года премия была увеличена до 60 000 ринггитов. Кроме того, Совет по языку и литературе Малайзии обязуется издать произведения лауреата тиражом до 50 тыс. экземпляров или выделить 500 тыс. ринггитов для публикации книг другим издательством. Книги приобретаются правительством и рассылаются по школам и библиотекам. В июне 2019 правительство Малайзии приняло решение выплачивать Национальным писателям ежемесячные пособия в размере 5 000 ринггитов .
В последнее время раздаётся критика в отношении решений Секретариата. Как отмечает Генеральный секретарь Национального союза писателей Малайзии (ПЕНА) С.М. Закир, единственным критерием присуждения звания Национальный писатель должно быть "качество произведений претендента, а не соображения старшинства, пола или популярности". Присуждение звания Национального писателя в 2019 г. сопровождалось большим скандалом. Решение жюри, которое было принято в марте 2019 г., не удовлетворило министра образования. По его настоянию, в жюри были введены два новых члена, а мартовское решение было пересмотрено. Это послужило основанием для утверждений о политизации награждения литературной премии.

## Лауреаты премии
- Крис Мас (1981)
- Шахнон Ахмад (1982)
- Усман Аванг (1983)
- Абдул Самад Саид (1986)
- Арена Вати (1988)
- Мухаммад Хаджи Саллех (1991)
- Нурдин Хассан (1993)
- Абдуллах Хуссейн (1996)
- Осман Келантан (2003)
- Анвар Ридван (2009)[6].
- Ахмад Камал Абдуллах (2011)
- Баха Заин (2013)[7]
- Зурина Хассан (2015)[8]
- Сити Зайнон Исмаил (2019)[9][10]